# Lorinser
Lorinser est un préparateur automobile allemand ayant pour base les modèles existants des marques Mercedes-Benz et Smart.

## Histoire
L'histoire de la firme germanique commence en 1930 lorsque son précurseur Erwin Lorinser ouvre un garage indépendant à Waiblingen, dans le land de Bade-Wurtemberg. La compétence du jeune allemand lui permet d'étendre rapidement la renommée de son garage. Il va même attirer l'attention de Daimler-Benz AG. Son fils Manfred Lorinser est nommé gérant de l'entreprise en 1974 mais c'est seulement en 1976 qu'est inaugurée à Winnenden la Sportservice Lorinser, une des entreprises de transformation automobile les plus connues au monde. 

## Réputation
Aujourd'hui, avec plus de 30 ans d'expérience, Lorinser est devenu une marque connue dans le monde entier avec des concessions présentes dans 42 pays différents. Sa réputation s'est notamment étendue dans le domaine du sport et du show-business et sa clientèle compte de nombreuses personnalités (Bernie Ecclestone, Niki Lauda, Alain Prost, Paul Tracy, Shaquille O'Neal, Denzel Washington, Sharon Stone, Arnold Schwarzenegger, Booba...).